# Tsaranemura
Tsaranemura is een geslacht van steenvliegen uit de familie Notonemouridae. De wetenschappelijke naam van het geslacht is voor het eerst geldig gepubliceerd in 1951 door Paulian.

## Soorten
Tsaranemura omvat de volgende soorten:
- Tsaranemura andohahelica Paulian, 1955
- Tsaranemura culminalis Paulian, 1951
- Tsaranemura descarpentriesi (Paulian, 1959)